# 鞍川バイパス
鞍川バイパス（くらかわバイパス）は、富山県氷見市大野から同市鞍川に至る、国道415号バイパスである。
かつて付近に同名のバイパスが1981年5月の主要地方道氷見羽咋線時代より供用されていたが、本項目では2007年に開通した現在のバイパスについて記載する。

## 概要
能越自動車道氷見ICと氷見市街地や国道160号とのアクセス強化を目的としている。

### 路線データ
- 起点：富山県氷見市大野
- 終点：富山県氷見市鞍川（= 国道160号交点）
- 全長：2.0 km
- 道路幅員：20.0 m
- 車線数：2車線
- 車線幅員：3.25 m

## 沿革
- 2000年度（平成12年度）：事業化。
- 2007年（平成19年）3月25日[2]：能越自動車道氷見IC開通に先立ち、氷見市大野（氷見IC）～鞍川間1.6km供用開始。

## 主な接続道路
- 能越自動車道（氷見IC）
- 国道160号